# اوا ورتکس
اوا ورتکس (انگلیسی: Eva Vortex) مدل فتیش و بازیگر زن پورنوگرافی است. ورتکس در آفریقای جنوبی به دنیا آمد و ملیت انگلیسی دارد. این در حالی است که وی نژادهای ایتالیایی اتیوپی و یونانی را در خود دارا می‌باشد.

در سپتامبر سال ۲۰۰۷ او جایزهٔ بهترین هنرمند پورنو سال را از طرفUK Erotic Awards دریافت کرد.

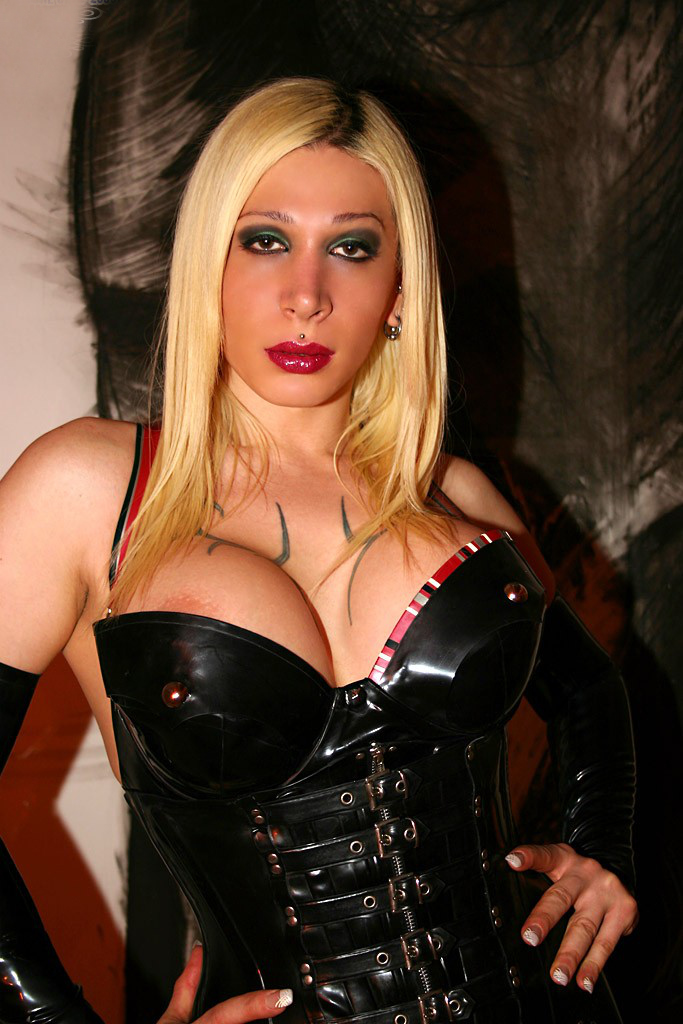
اوا ورتکس

ورتکس زن ترنس هست.